# Sopronkőhida
Sopronkőhida är en del av en befolkad plats i Ungern.   Den ligger i provinsen Győr-Moson-Sopron, i den västra delen av landet, 180 km väster om huvudstaden Budapest. Sopronkőhida ligger 149 meter över havet och antalet invånare är 1 312. Den ligger vid sjön Nagytómalom.
Terrängen runt Sopronkőhida är huvudsakligen platt, men åt sydväst är den kuperad. Runt Sopronkőhida är det tätbefolkat, med 266 invånare per kvadratkilometer. Närmaste större samhälle är Sopron, 4,8 km sydväst om Sopronkőhida. Omgivningarna runt Sopronkőhida är en mosaik av jordbruksmark och naturlig växtlighet.